# جائحة كورونا على متن سفينة شارلز دي غول
| جائحة كوفيد-19 على متن شارل ديغول في أبريل 2019 \| كوفيد-19 \| المرض \| \| سارس-كوف-2 \| سلالة الفيروس \| \| بحر الشمال \| الموقع \| \| شارل ديغول \| الحالة الأولى \| \| 10 أبريل 2020 (شهر واحد، وأربعة أسابيع ويوم) \| موعد وصوله \| \| 1,046 \| الحالات المؤكدة \| \| غير معروفة \| حالات الشفاء \| \| 0 \| الوفيات \| |                 |
| كوفيد-19 | المرض           |
| سارس-كوف-2 | سلالة الفيروس   |
| بحر الشمال | الموقع          |
| شارل ديغول | الحالة الأولى   |
| 10 أبريل 2020 (شهر واحد، وأربعة أسابيع ويوم) | موعد وصوله      |
| 1,046 | الحالات المؤكدة |
| غير معروفة | حالات الشفاء    |
| 0 | الوفيات         |

في أبريل 2020، وصلت جائحة كوفيد-19 إلى حاملة الطائرات الفرنسية شارل ديغول ومجموعة إيرونافال التابعة لقوى العمل البحرية، إذ تُعد مجموعة حاملة الطائرات الحربية الخاصة بها.

## خلفية
بُنيت شارل ديغول من أجل البحرية الفرنسية في بريست من عام 1980 إلى عام 2001. تأخر اكتمال السفينة بكل هائل نتيجة تخفيضات الميزانية والمشاكل التقنية، التي شملت انكسار المروحة الدافعة. تُعد حاملة الطائرات متوسطة الحجم، تشارل ديغول، أصغر من حاملات الطائرات العملاقة الأمريكية لكنها أكبر من السفن المماثلة التابعة لروسيا والهند والبرازيل، المدارة منها أو المتقاعدة.
بعد تفويض شارل ديغول، أرسلتها الحكومة الفرنسية على وجه السرعة من أجل دعم الحرب في أفغانستان. شهدت السفينة أيضًا خدمات فاعلة في دعم التدخل العسكري لحلف شمال الأطلسي في ليبيا (2011) والتدخل العسكري الدولي ضد داعش (2015). في عام 2017، خضعت حاملة الطائرات إلى ترميم مدته سنتين تقريبًا وحُدثت من أجل إمضائها عشرين سنة إضافية في الخدمة. في يناير 2020، أمرت الحكومة الفرنسية شارل ديغول ومجموعة حاملة الطائرات الحربية المرتبطة بها بالانتشار في شرق البحر الأبيض المتوسط للمشاركة في المزيد من العمليات ضد داعش، ومن ثم مرورها عبر مضيق جبل طارق وانخراطها في تدريبات متعددة الجنسيات في المحيط الأطلسي وبحر الشمال.

## الأسباب والحدث
بعد تمركزها لعدة أسابيع في شرق البحر الأبيض المتوسط، تحركت شارل ديغول نحو المحيط الأطلسي وبحر الشمال من أجل التدريبات البحرية مع مجموعة حاملات طائرات حربية مؤلفة من فرقاطة الدفاع الجوي شوفالييه بول، والفرقاطة المضادة للغواصات لا موت بيكيت، وسفينة القيادة والتعويض الناقلة الفرنسية سوم وغواصة تعمل بالطاقة النووية. من 13-15 مارس، رست شارل ديغول في بريست في زيارة قصيرة للميناء. جاء قانون صارم بالإغلاق التام بعد يومين من مغادرة السفينة بريست، لكن سُمح للبحارة مغادرة الشاطئ إذ شمل ذلك رؤية عائلاتهم وزيارة المؤسسات التجارية المحلية. لم يحصل أي اتصال بين طاقم شارل ديغول والعالم الخارجي خلال الأسابيع الثلاثة التالية. أُعطيت الفرقاطة البلجيكية ليوبولد الأولى، وهي جزء من مجموعة حاملات الطائرات الحربية، أمرًا بمغادرة القوة في 24 مارس بعد اكتشاف إصابة واحدة فيها بفيروس كورونا. أدت طبيعة السفن الحربية، التي تشمل العمل مع الآخرين ضمن مناطق مغلقة صغيرة ونقصًا في توفر المضاجع الخاصة للغالبية العظمى من أفراد الطاقم، إلى انتشار المرض السريع بينهم بشكل أكبر حتى من السفن السياحية. في الحقيقة، توجد في شارل ديغول أماكن ينام فيها 20 شخص سويةً في ثلاثة أو أربعة طوابق من المضاجع.
خلال هذه المدة، سُجلت العديد من حالات الزكام على متن السفينة، لكن لم تكن درجة حرارة البحارة المرضى فوق العادية نظرًا إلى درجة الحرارة شديدة البرودة -5 درجة مئوية والرياح القوية في المنطقة التي أبحرت شارل ديغول فيها. بدءًا من 5 أبريل، بدأ عدد أفراد الطاقم الذين يقدمون بلاغات للمشفى في التزايد أسيًا إلى مستويات مقلقة. خضع بحاران للفحص الطبي واكتُشفت إصابتهما بفيروس كورونا، أمرت وزيرة الدفاع الفرنسي فلورنس بارلي على أثر هذا بعودة حاملة الطائرات إلى مينائها الأصلي في تولون. في 10 أبريل، أبلغت وكالات الأخبار الفرنسية عن ظهور 50 نتيجة إيجابية من بين 66 اختبار مجرى على متن حاملة الطائرات. أُجلي ثلاثة بحارة جوًا إلى مشفى سانت آن التعليمي التابع للجيش. كان على متن حاملة الطائرات 1,760 فرد.
وصلت حاملة الطائرات إلى تولون في 12 أبريل بعد الظهر، حيث خضع أفراد الطاقم إلى الحجر الصحي لمدة 14 يوم. وقد كان من المقرر تطهير السفينة على مدى أسابيع عدة.
في البداية، بقي مصدر التفشي مجهولًا؛ إذ لم يكن هنالك أي اتصال مع العالم الخارجي بعد توقف السفينة في بريست. أعطى الكابتن أوامر تجنب العدوى للطاقم وأُلغي يوم العائلة. ومع ذلك، صرحت صديقة أحد البحارة في مقابلة لها في عيد الفصح أن بعض البحارة قد تناولوا الطعام مع زوجاتهم وعائلاتهم في نفس المطاعم. صرحت عن وجود بحارة من الجنسيات الأخرى هنالك أيضًا. اعتبارًا من 18 أبريل، اعتُبرت بريست منطقة الإصابة.
في 15 أبريل 2020، أبلغت وزارة القوى المسلحة عن ظهور 668 نتيجة إيجابية من بين 1,767 اختبار مجرى على أعضاء مجموعة حاملة الطائرات الحربية، إذ تعود الغالبية العظمى من الحالات إلى شارل ديغول. خضع 1,700 بحار من شارل ديغول على أثر ذلك إلى الحجر الصحي لمدة أسبوعين.
في 17 أبريل، ارتفعت الأرقام الواردة إلى أكثر من 1,000 مصاب من بين 2,000 اختبار، مع 500 حالة تظهر الأعراض، و24 حالة مدخلة إلى المشفى وواحدة محالة إلى وحدة العناية المركزة (آي سي يو).
في 18 أبريل، ظهرت 1.081 حالة إيجابية من 2,300 شخص في كل من شارل ديغول ومرافقاتها والفرقاطة شوفالييه بول. بدأ إجراء تحقيقين. تناول واحد منهما الوضع في بريست بينما اهتم الآخر بالجائحة على متن مجموعة حاملة الطائرات المقاتلة بقيادة الأدميرال كريستوف برازوك.
أبلغت التقارير في 23 أبريل عن استمرار وجود 15 شخص في المشفى مع ثلاثة في العناية المركزة. قيل إن ما يقارب نصف الأشخاص المصابين فقط قد أظهروا الأعراض. يرتبط هذا مع حالة مشابهة على حاملة طائرات أمريكية. خلال الرحلة السابقة، انتشر السعال في كل مكان على متن السفينة. قيل أيضًا إن متوسط عمر هذه السفينة العسكرية أقل من متوسط العمر لدى إجمالي عدد السكان (في فرنسا).